# Pholcus dentatus
Pholcus dentatus är en spindelart som beskrevs av Jörg Wunderlich 1995. Pholcus dentatus ingår i släktet Pholcus och familjen dallerspindlar.
Artens utbredningsområde är Madeira. Inga underarter finns listade i Catalogue of Life.